# 문종호 (탤런트)
문종호(1982년 ~)는 대한민국의 탤런트다. 2013년 KBS 드라마 '코파반장의 동화수사대'로 데뷔했다.

## 방송
- 코리아 갓 탤런트 2 (2012) - Top21
- 딩동댕 유치원
- 코파반장의 동화수사대 (2013)
- 갤럭시 안전 프로젝트 (2016)
- 누구세요? (2018) - 유연호 역
- 내일은 미스터트롯 (2020) - Top101

## 공연
- 광수생각 (2011)

## 경력
- 어린이재단 개그프렌즈 홍보대사 (2008~2009)